# Terminalia arjuna

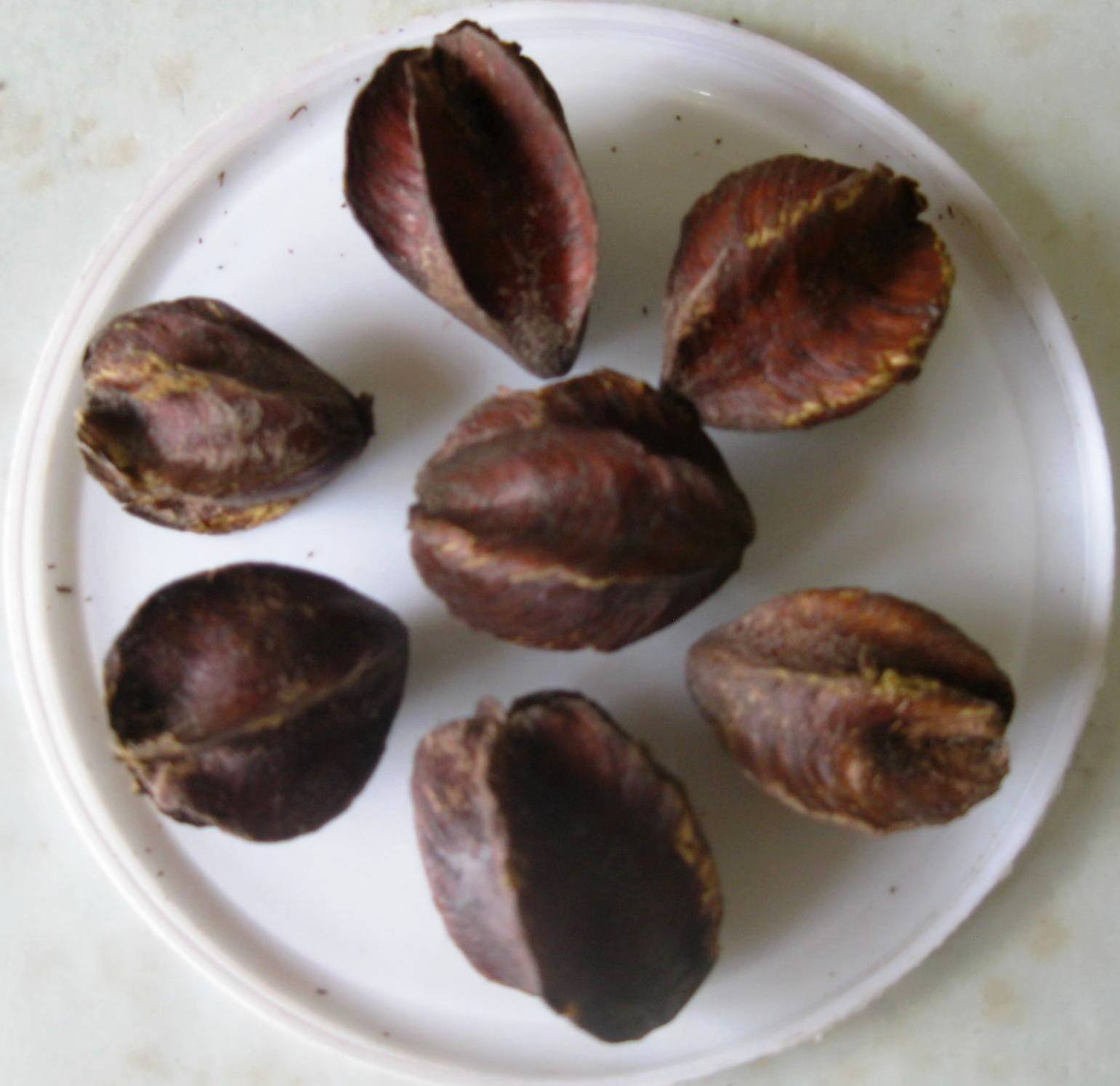
Quả Arjuna (Khô)

Terminalia arjuna là một loài thực vật có hoa trong họ Trâm bầu. Loài này được (Roxb. ex DC.) Wight & Arn. miêu tả khoa học đầu tiên năm 1834.